# Križni cvijet
Križni cvijet (njem. Kreuzblume, eng. Cross flower, rus. Krestotsvet) je naziv za ukrasni element gotičke i neogotičke arhitekture u obliku četiriju stiliziranih latica ili listova koji sačinjavaju križ. Motiv se nerijetko umnažao, pa tako postoje mnogi primjeri dvostrukih križnih cvjetova.
Obično se nalazi na vršku tornjeva, fijala, zabata ili učelka (wimperge).
S obzirom na to da su često bili izrađivani od poroznoga kamena, rijetko su sačuvani u izvornom obliku, tim prije što su zbog bogate skulpturalne modelacije pri kojoj su bila primjenjivana značajna istanjenja i preforacije, vrlo skloni pucanju, te stoga sačuvani samo fragmentarno.
Dva križna cvijeta na glavnim tornjevima Kölnske katedrale, oblikovani u neogotičkom stilu i postavljeni 1880. imaju promjer 6,40 i visinu od oko 9,50 metara.
Upravo kao što mu to kaže i naziv, vrh križnog cvijeta u pravilu je u formi cvijeta ili pupoljka što svakako ima simboličko značenje, koje vjerojatno ima odraza u riječima sv. Terezije Avilske:  „Sinovi zemlje svoju ljubav izražavaju ružama, a Gospodin, kao poruku svoje ljubavi, šalje trnje.“ Na taj način križ povezuje dva svijeta: zemaljski i nebeski, spajajući njihove suprotnosti.